# 逆確率重み付け
逆確率重み付け（ぎゃくかくりつおもみづけ、Inverse probability weighting、IPW）は、サンプリング母集団（データ収集に用いた母集団）とは異なる、擬似的な母集団に標準化された統計量を算出する統計手法。サンプリング母集団とターゲット母集団（推論の対象となる母集団）が異なることは多い。コストや時間、倫理的な問題などのため、ターゲット母集団から直接サンプリングすることが難しい場合もある。層化抽出法などの代替デザイン戦略は一つの解決策である。重み付けを正しく適用することで、推定量のバイアスを低減することができる。
最初期の重み付け推定量の1つに、平均値のHorvitz–Thompson推定量がある。ターゲット母集団からサンプリング母集団として抽出されるサンプリング確率が既知の場合、この確率の逆数を観測値の重み付けに使用する。このアプローチは、さまざまなフレームワークのもと、統計学の多くの分野で広く用いられている。重み付き尤度、重み付き推定方程式、重み付き確率密度であり、これらから多くの統計量が派生する。これらの応用により、限界構造モデル、標準化死亡比、粗データや集合データに対するEMアルゴリズムなど、他の統計および推定量の理論が体系化された。
逆確率重み付けは、欠測データのある被験者を一次分析に含めることができない場合に、欠測データを考慮するためにも用いられる。サンプリング確率（その因子が別の測定で測定される確率）の推定値があれば、逆確率重み付けを用いて、欠測データが多いために過小評価されている被験者の重みを増加させることができる。

## 逆確率重み付け推定量（IPWE）
対象実験は実施できないがモデル化可能な観測データはある場合、逆確率重み付け推定量（Inverse Probability Weighted Estimator, IPWE）を用いることで因果関係を示すことができる。治療の無作為割付は仮定しておらず、母集団のすべての被験者に対して特定の治療を割り当てた場合の反実仮想アウトカム（潜在的アウトカム）を推定することが目標となる。
観測データ {\displaystyle \{\left(X_{i},A_{i},Y_{i}\right)\}_{i=1}^{n}} が独立同分布で未知の分布 {\displaystyle P} に従うと仮定する。ここで、
- {\displaystyle X\in \mathbb {R} ^{p}}：共変量
- {\displaystyle A\in \{0,1\}}：2つの可能な治療法
- {\displaystyle Y\in \mathbb {R} }：反応
- 治療の無作為割付は想定していない。

まずは、潜在アウトカム {\displaystyle Y^{*}(a)} 、すなわち1人の被験者に治療 {\displaystyle a} が割り当てられた場合のアウトカムを推定する。次に、母集団のすべての患者に治療 {\displaystyle a} が割り当てられた場合の平均アウトカム {\displaystyle \mu _{a}=\mathbb {E} \left(Y^{*}(a)\right)} を比較する。観測データ{\displaystyle \{\left(X_{i},A_{i},Y_{i}\right)\}_{i=1}^{n}} から {\displaystyle \mu _{a}} を推定したい。

### 推定量の式
{\displaystyle {\hat {\mu }}_{a,n}^{\mathrm {IPWE} }={\frac {1}{n}}\sum _{i=1}^{n}\,Y_{i}{\frac {\mathbf {1} _{A_{i}=a}}{{\hat {p}}_{n}(A_{i}\mid X_{i})}}}

#### IPWEの構築
1. {\displaystyle \mu _{a}=\mathbb {E} \left({\frac {Y\,\mathbf {1} _{A=a}}{p(a\mid x)}}\right)} ここで、{\displaystyle p(a\mid x)={\frac {P(A=a,X=x)}{P(X=x)}}}
2. 任意のプロペンシティモデル（多くはロジスティック回帰モデル）を用いて {\displaystyle {\hat {p}}_{n}(a\mid x)} ないし {\displaystyle p(a\mid x)} を構築する
3. {\displaystyle {\hat {\mu }}_{a,n}^{\mathrm {IPWE} }={\frac {\Sigma _{i=1}^{n}Y_{i}\,1_{A_{i}=a}}{n{\hat {p}}_{n}(A_{i}\mid X_{i})}}}

各治療群の平均値を算出した後、t検定またはANOVA検定を用いて群平均間の差を判定し、治療効果の統計的有意性を判定することができる。

#### 仮定
1. 一貫性：{\displaystyle Y=Y^{*}(A)}
2. 未測定交絡因子がない：{\displaystyle \{Y^{*}(0),Y^{*}(1)\}\perp A\mid X}
  - 治療の割り当ては、共変量データのみに基づいており、潜在的アウトカムとは無関係である。
3. 正値性：すべての {\displaystyle a} および {\displaystyle x} に対して {\displaystyle P(A=a\mid X=x)>0}

#### 制限事項
推定される傾向が小さい場合、逆確率均等推定量（IPWE）は不安定になる可能性がある。
いずれかの治療割り当ての確率が小さい場合、ロジスティック回帰モデルはテール周辺で不安定になり、IPWEが安定しない。

## 拡張逆確率重み付け推定量（AIPWE）
その他の推定量として、拡張逆確率重み付き推定量（Augumented Inverse Probability Weighted Estimator AIPWE）がある。これは、回帰ベースの推定量と逆確率重み付き推定量の両方のプロパティを組み合わせたもので、傾向モデルまたは結果モデルのいずれかを正しく指定するだけで、両方を指定する必要がないという点で、「二重に堅牢な」方法である。IPWEを拡張して、変動を減らし、推定効率を向上させる。このモデルは、逆確率均等推定量（IPWE）と同じ仮定を保持している。 

### 推定量の式
{\displaystyle {\begin{aligned}{\hat {\mu }}_{a,n}^{\mathrm {AIPWE} }&={\frac {1}{n}}\sum _{i=1}^{n}\left({\frac {Y_{i}\,1_{A_{i}=a}}{{\hat {p}}_{n}(A_{i}\mid X_{i})}}-{\frac {1_{A_{i}=a}-{\hat {p}}_{n}(A_{i}\mid X_{i})}{{\hat {p}}_{n}(A_{i}\mid X_{i})}}{\hat {Q}}_{n}(X_{i},a)\right)\\&={\frac {1}{n}}\sum _{i=1}^{n}\left({\hat {Q}}_{n}(X_{i},a)\right)+{\frac {1}{n}}\sum _{i=1}^{n}{\frac {1_{A_{i}=a}}{{\hat {p}}_{n}(A_{i}\mid X_{i})}}\left(Y_{i}-{\hat {Q}}_{n}(X_{i},a)\right)\end{aligned}}}
ただし、
1. {\displaystyle 1_{A_{i}=a}} は、被験者 i が治療群 a に属するか否かを示す指示関数である。
2. 回帰推定量 {\displaystyle {\hat {Q}}_{n}(x,a)} を構築し、共変量{\displaystyle X} と治療 {\displaystyle A} に基づいて被験者 {\displaystyle i} におけるアウトカム {\displaystyle Y} を予測する。たとえば、通常の最小二乗回帰を使用する。
3. プロペンシティ推定値 {\displaystyle {\hat {p}}_{n}(A_{i}\mid X_{i})} を求める。たとえば、ロジスティック回帰を使用する。
4. AIPWEとして組み合わせて {\displaystyle {\hat {\mu }}_{a,n}^{\mathrm {AIPWE} }} を得る。

### 解釈と「二重ロバスト性」
式を並べ替えると、根本的なアイデアが明らかになる。推定量は、モデルを用いて予測されたアウトカムの平均値（下記）に基づいている。
{\displaystyle {\frac {1}{n}}\sum _{i=1}^{n}{\Biggl (}{\hat {Q}}_{n}(X_{i},a){\Biggr )}}
しかし、モデルにバイアスがある場合、モデルの残差は0付近にはならない。モデル Q の平均残差の項を追加することにより、この潜在的なバイアスを修正できる。
{\displaystyle {\frac {1}{n}}\sum _{i=1}^{n}{\frac {1_{A_{i}=a}}{{\hat {p}}_{n}(A_{i}\mid X_{i})}}\left(Y_{i}-{\hat {Q}}_{n}(X_{i},a)\right)}
Yの値が欠落しているため、各残差の相対的な重要性を膨らませるために重みを付ける（これらの重みは、各被験者の観測値を見る逆の傾向、別名確率に基づく）（ 10ページを参照）。
「二重ロバスト性」は、推定量が不偏であるためには、 {\displaystyle {\hat {Q}}_{n}(X_{i},a)} および {\displaystyle {\hat {p}}_{n}(A_{i}\mid X_{i})} という 2つのモデルのうち、いずれかが正しく規定されていれば十分であるという事実に由来する。これは、アウトカムモデルが適切に規定されていれば、その残差は（重み付けに関係なく）0付近になるためである一方、モデルが不偏でなくても、重み付けモデルが適切に規定されている場合、そのバイアスは重み付け平均残差によって適切に推定（および補正）される  。
二重ロバスト推定量のバイアスは2次バイアスと呼ばれ、{\displaystyle {\frac {1}{{\hat {p}}_{n}(A_{i}\mid X_{i})}}-{\frac {1}{p_{n}(A_{i}\mid X_{i})}}} と{\displaystyle {\hat {Q}}_{n}(X_{i},a)-Q_{n}(X_{i},a)} の積に依存する。この性質により、「十分に大きい」サンプルサイズがある場合、（パラメトリックモデルの代わりに）機械学習推定器を使用して、二重ロバスト推定量の全体的なバイアスを下げることができる。